# پنجه‌برگ معمولی
پنجه برگ معمولی (نام علمی: Potentilla erecta) نام یک گونه از سرده پنجه برگ است.